# Башенная артиллерийская установка

Корабельная башенная артиллерийская установка с картузным орудием времён Второй мировой войны. Фигура представляет человека ростом 172 см. Обозначения: 1 — вторая нижняя палуба, 2 — снарядный погреб, 3 — первая нижняя палуба, 4 — зарядный погреб, 5 — средняя палуба, 6 — шахта элеватора, 7 — главная палуба, 8 — барабан, 9 — перегрузочное отделение, 10 — верхняя палуба, 11 — катки, 12 — лафет, 13 — орудийная башня
На схеме не показаны механизмы наводки ствола и устройство продувки после выстрела.

Башенная артиллерийская установка — сухопутная (полевая, крепостная, береговая) или корабельная артиллерийская установка, объединяющая, как правило, от одного до четырёх орудий и смонтированная в поворотной башне или полубашне, у которой все механизмы, пути подачи боевых припасов и личный состав защищены замкнутой или полузамкнутой бронёй.

## Состав
Башенная артиллерийская установка состоит из боевого отделения, подбашенного отделения и погреба боеприпасов.
Боевое отделение башни — верхняя часть башенной артиллерийской установки, в которой находятся орудия, механизмы наведения и заряжания, башенные приборы управления стрельбой и личный состав, обслуживающий эти механизмы.
Подбашенное отделение — часть башенной артиллерийской установки, расположенная под боевым отделением башни. В нём располагаются некоторые вспомогательные механизмы башни и системы подачи боеприпасов, а также могут быть размещены кранцы первых выстрелов.
В современных башенных артиллерийских установках заряжание орудия/й и производство выстрела/ов автоматизированы.
Впервые такие установки появились на созданном под руководством Г. Эриксона в США в 1862 году корабле «Монитор», на котором двухорудийная башня вращалась особой паровой машиной. В дальнейшем с 1870-х годов артиллерийские башни получают все большее распространение на броненосцах, где на них размещали орудия главного калибра, а затем и среднего. Первые трёхорудийные башни созданы для итальянского дредноута «Данте Алигьери», а четырёхорудийные — для недостроенного французского сверхдредноута «Нормандия». Наибольшими артиллерийскими башнями обладали японские линкоры типа «Ямато»: каждая башня имела по 3 гигантских 460-мм орудия.

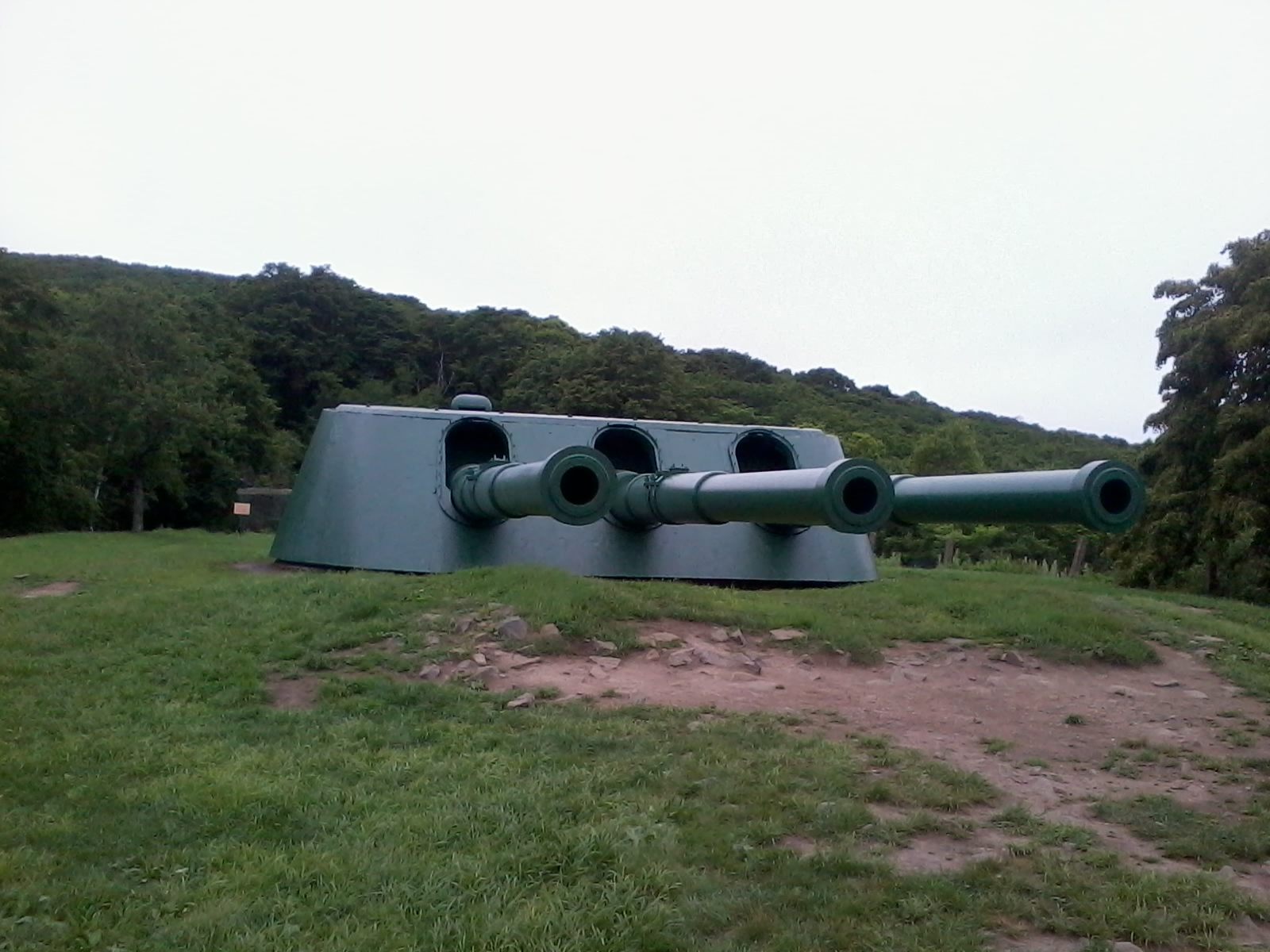
Башня № 2 Ворошиловской батареи.
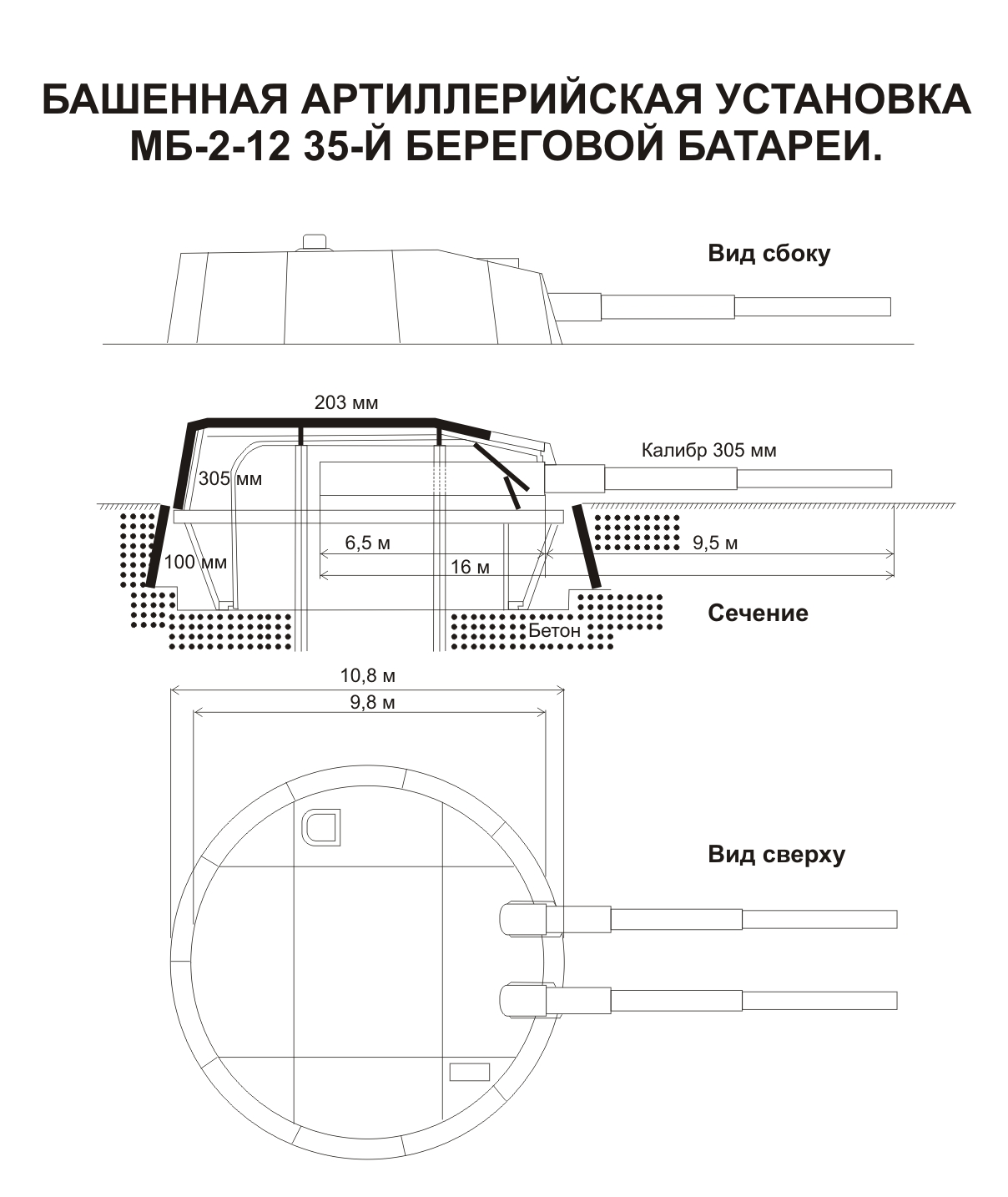
Схема башенной установки, Береговая батарея № 35.
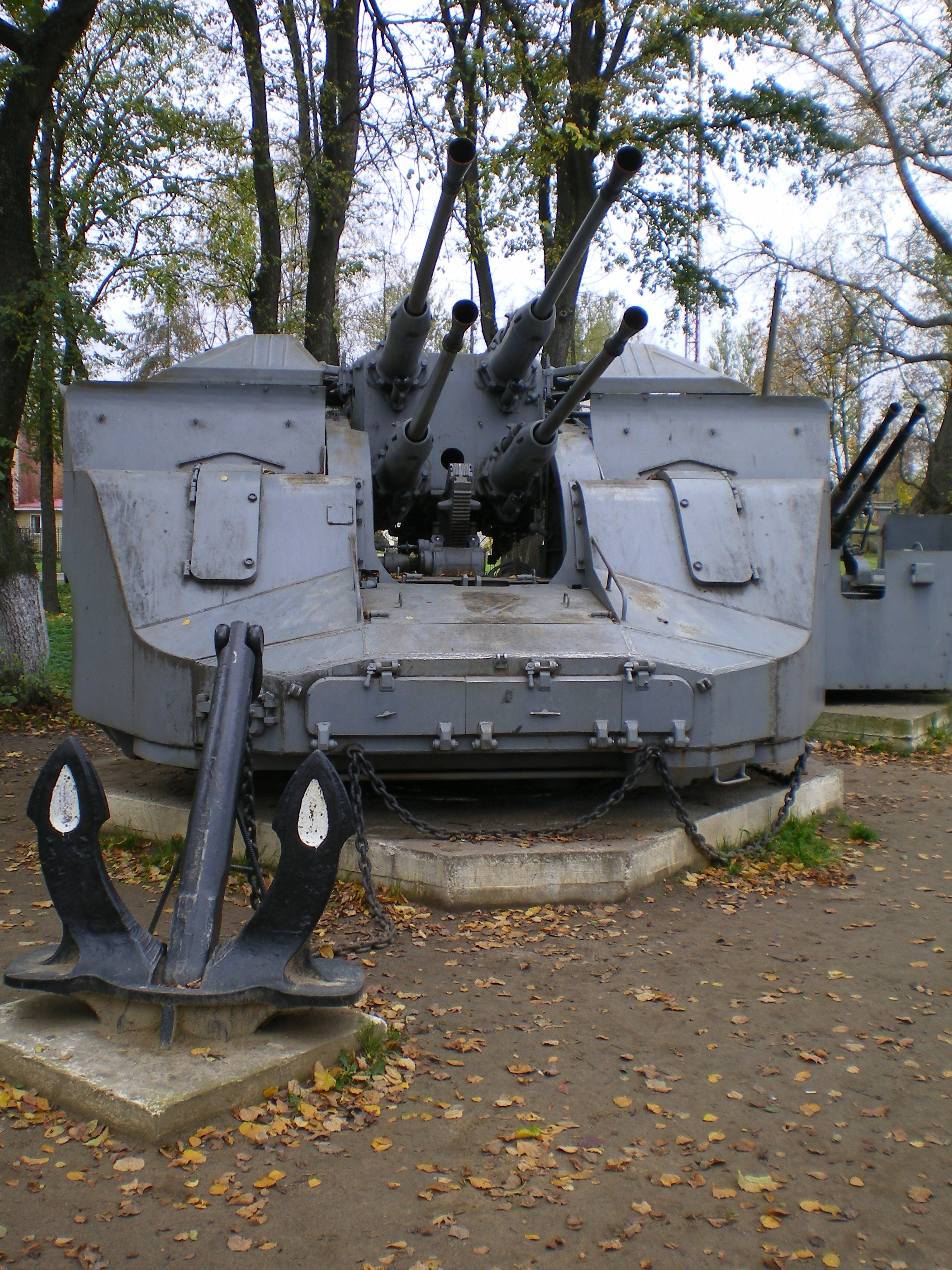
Четырёхствольная зенитная 45-мм автоматическая установка СМ-20-ЗИФ, Шлиссельбург, музей под открытым небом «Эхо великих сражений».
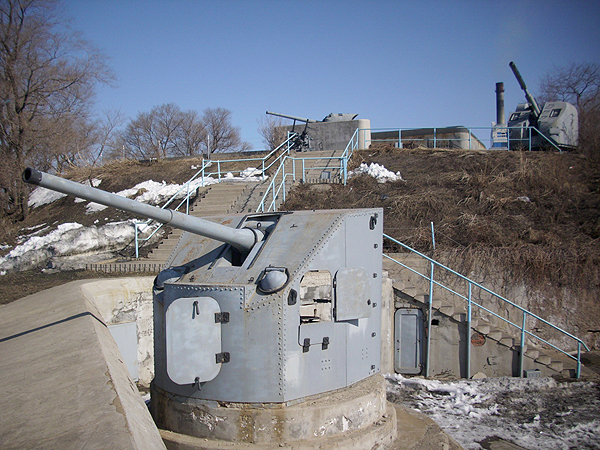
Музей Владивостокская крепость.
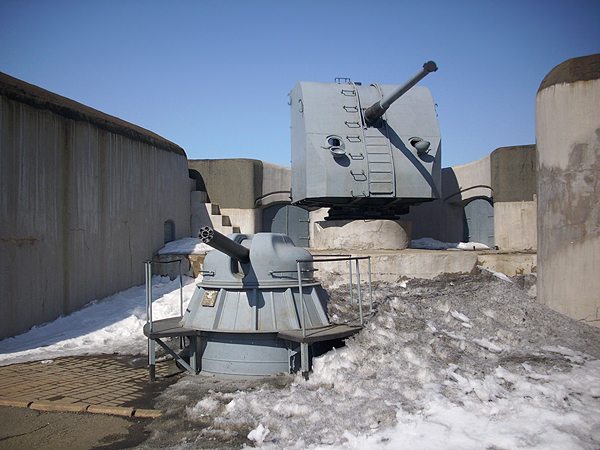
АУ и АК-630, музей Владивостокская крепость.